# Danmarks Næste Topmodel
Danmarks Næste Topmodel (en danés: Denmark's Next Top Model), o simplemente Topmodel, es un reality show Danés y la versión local de America's Next Top Model, creado por Tyra Banks. 
Durante sus primeros tres ciclos, el show fue parte de Scandinavia's Next Top Model y presentado por Anne P. En cada ciclo, las mejores 3 concursantes de DNTM irían a Scandinavia's Next Top Model para competir con las concursantes restantes de Sweden y Norway's Next Top Model. A pesar de que una tuviera un lugar asegurado en la final, nunca una modelo danesa consiguió ganar esa versión del show.
En 2010 el show tuvo su primer ciclo independiente, al igual que los demás países con los que previamente compitió. Es emitido por Kanal 4 con Caroline Fleming como presentadora.

## Ciclos

### Como parte de SNTM
| Ciclo | Fecha de estreno        | Ganadora                  | Primer Finalista  | Otras concursantes en orden de eliminación | Número de concursantes | Destino Internacional |
| ----- | ----------------------- | ------------------------- | ----------------- | --- | ---------------------- | --------------------- |
| 1     | 15 de febrero de 2005   | Nanna Schultz Christensen | Cecilie Madsen    | Malene von der Maase, Amirah Hamed Alsarrag, Sophie Tine Schandorff, Helga Rose, Anne Baunbæk Pedersen, Stéphanie Juana Rasmussen, Stine Mangaard Hansen | 9                      | Nueva York            |
| 2     | 6 de septiembre de 2005 | Anna Nørgaard             | Tine Holm Riis    | Mikaela K. Ibsen, Tanja Johnsen, Line Bang, Sofie Thrane, Heidi Helm Larsen, Lise M. Andersen, Louise Falkenblad                                         | 9                      | París                 |
| 3     | 16 de febrero de 2006   | Anna Brændatrup           | Camilla Schønberg | Mira Pelle, Cecilia Kristensen, Stine Palle & Nana Bach Nielsen, Line Vanggaard Nielsen, Christina Anaya Mortensen, Signe Cecilie Nørgaard, Sara Olsen   | 10                     | Milán                 |

### DNTM
| Ciclo | Fecha de estreno         | Ganadora                | Primer Finalista                | Otras concursantes en orden de eliminación | Número de concursantes | Destino Internacional |
| ----- | ------------------------ | ----------------------- | ------------------------------- | --- | ---------------------- | --------------------- |
| 4     | 22 de septiembre de 2010 | Caroline Bader          | Brinette Odgaard                | Sofia Sakko, Astrid Bech Augustinussen, Serina Jensen, Emma Penthien, Nanna Jo Borgersen, Elise Lou Dubois, Rochel Rasmusen, Laila MacFarlan, Isabella Nastassja Kaufmann, Karen Ziefeldt, Stephanie Strarup                                                         | 13                     | París Londres         |
| 5     | 22 de septiembre de 2011 | Julie S. Hasselby       | Nanna Liin Sørensen             | Camilla Sebens & Cecilie Nillson, Josefine Hewitt, Zola Olsen & Sara Abdelghani, Nanna Nielsen, Amalie Fischer, Kimmi Rønnebæk & Silvija Vukovic, Johanna Kjærbo, Shenna Salih & Carla Kruse, Natasja Smith                                                          | 15                     | Barcelona             |
| 6     | 20 de septiembre de 2012 | Line Rehkopff           | Julie Lillelund                 | Bianca Weisshaupt & Simone Pedersen, Yasmina Bach, Caroline Baastrup Larsen, Ida Gottlieb Taarnhøj, Sasja Andersen, Nanna Wentzel, Hanna Rolsted Jensen, Emma Rolsted Jensen & Christina Bæk Simonsen, Anna Møller & Gudrun Eir Hermannsdottir, Marie Louise Bang    | 15                     | Milano                |
| 7     | 19 de septiembre de 2013 | Louise Mørck Mikkelsen  | Caroline Hollitsch Catrine Juhl | Klara Lau, Sille Rieck & Petronelle Jeanita Schultz, Rebecca Rovsing, Andrea Linnéa Emilia Helander, Mette Cäcilia Christensen & Amalie Egemose, Anne Holth, Josephine Maria Bach Jacobsen, Caroline Sebber Colfelt & Amanda Bo Elfving, Anne Kathrine Petersen Bach | 15                     | París                 |
| 8     | 25 de septiembre de 2014 | Sarah Kildevæld Madsen  | Julie "Lu" Toft Jørgensen       | Michelle Desideriussen (abandonó), Mirah Davidsen, Julie "Lund" Larsen & Mille Mørck, Ceelin Aila, Danielle Epp Svendsen, Cristine Pedersen, Mollie Marie Edelved, Mira Elisa "Mini" Obling & Louise "Louie" Simmersholm, Sally Amanda Høyer Nielsen                 | 13                     | Londres               |
| 9     | 2 de septiembre de 2015  | Daniel Kildevæld Madsen | Amalie "Malle" Turpie           | Kamilla Sofie Spinola Sørensen, Gustav Pedersen, Issa Sultan & Julia Just Holch, Simone Holme Pallesen, Lukas Anker, Kenni Nielsen, Helene Skovsgaard Hansen, Thomas Ian Kahle & Thea Brandi, Mark Christiansen Appadoo                                              | 13                     | Ninguno               |